# Gianalberto Badoaro

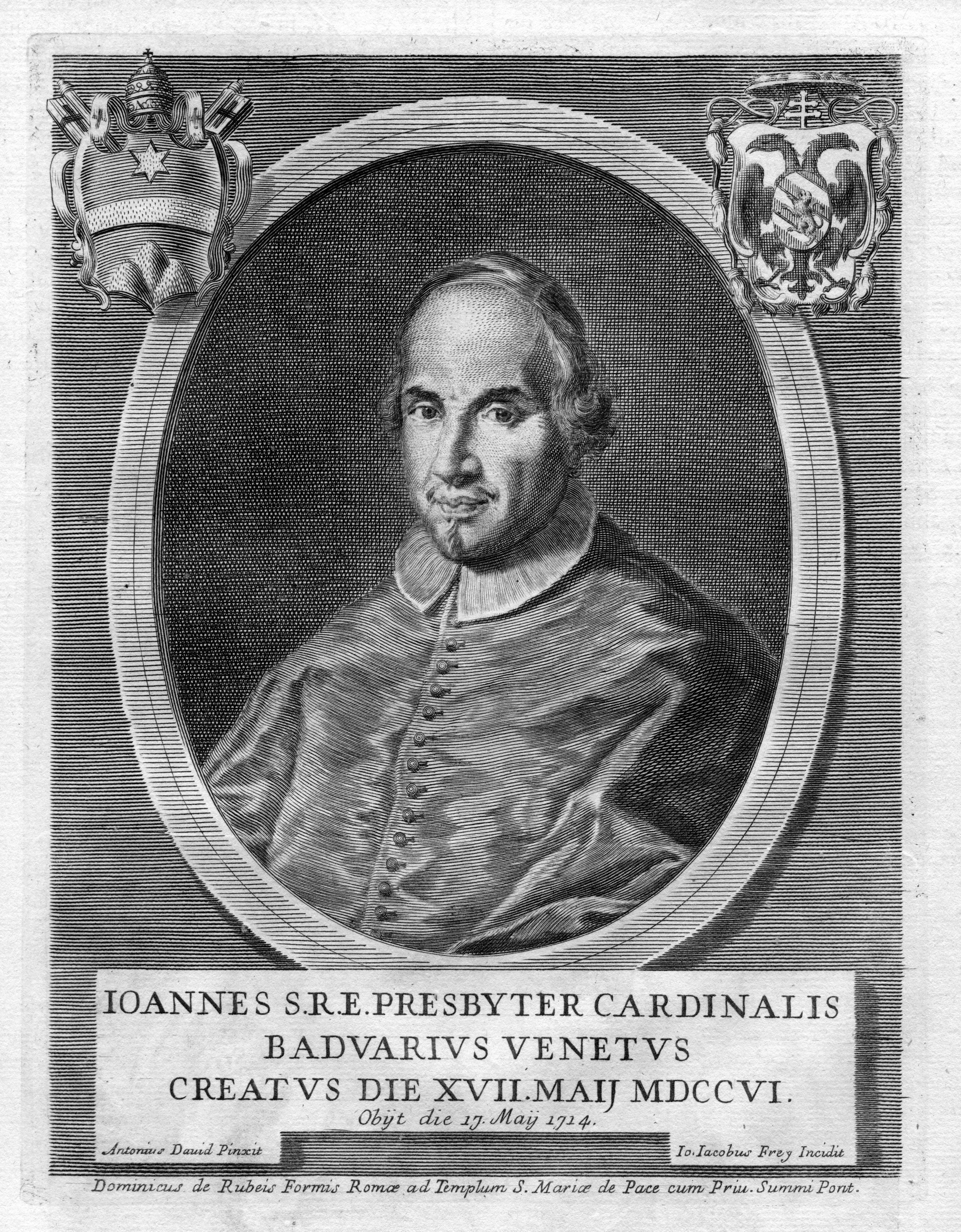
Kardinaal Gianalberto Badoaro

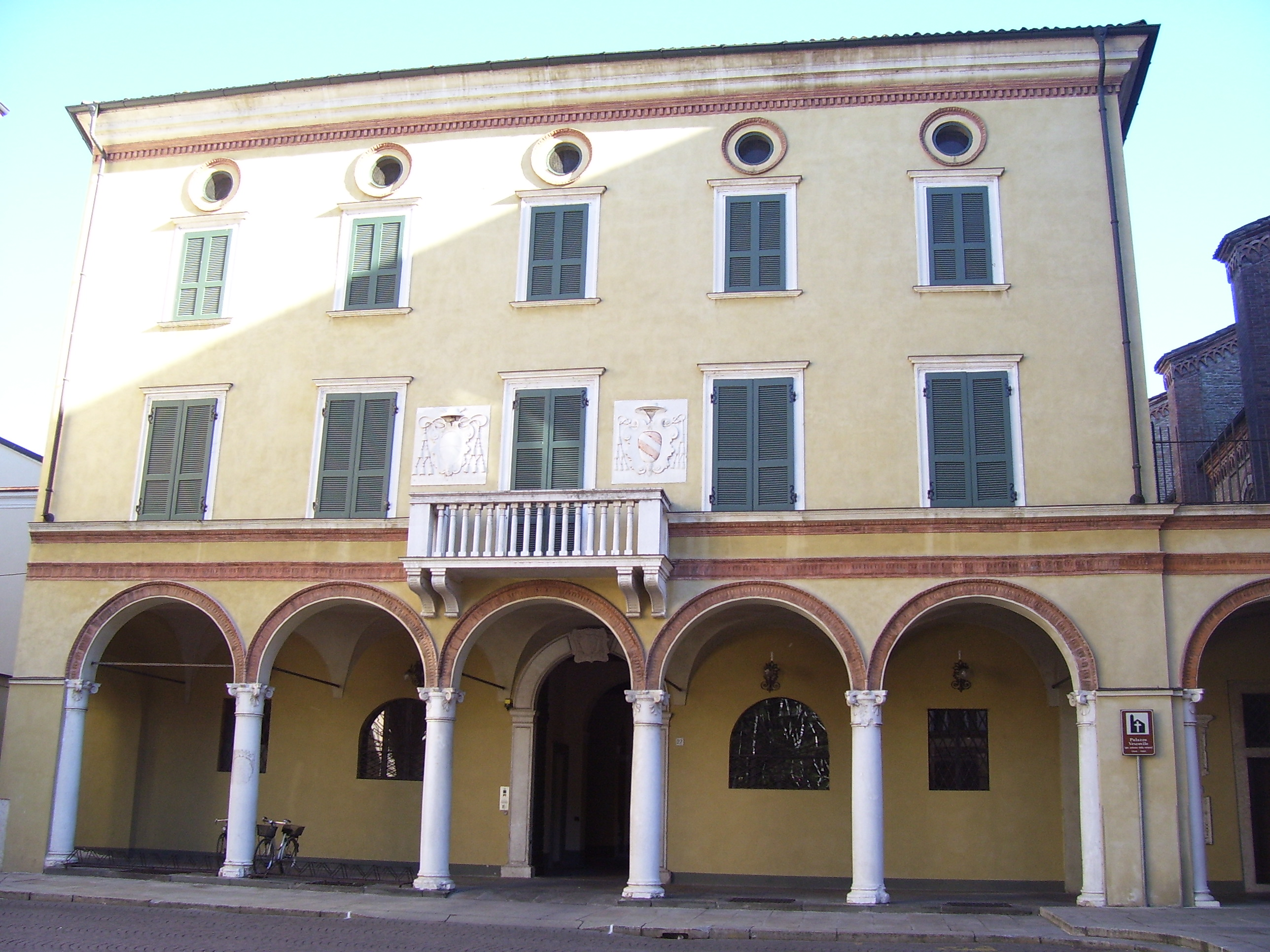
Bisschoppelijk paleis van Crema. Hier groeide hij op bij zijn oom.

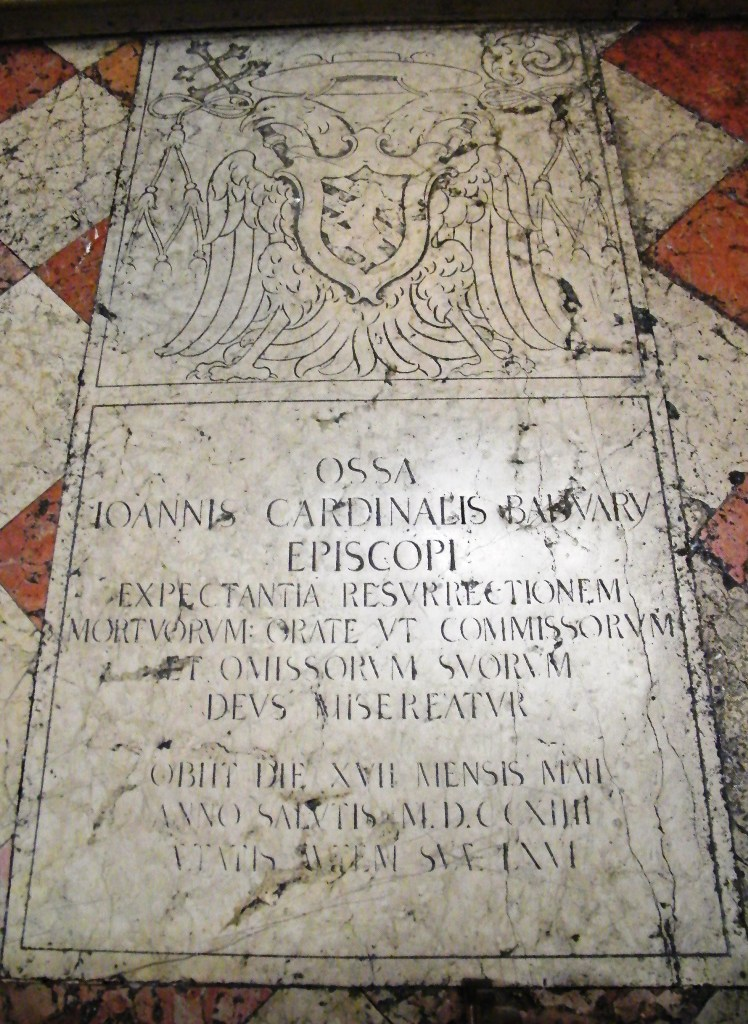
Grafsteen in de Duomo Nuovo van Brescia

Gianalberto Badoara of Giovanni Alberto Badour of in het Latijn Ioannes Badoarius (Venetië, 12 mei 1649 – Brescia, 17 mei 1714) was patriarch van Venetië, wat hij later combineerde met het bisdom Brescia. Hij was tevens kardinaal.

## Levensloop

### Jonge jaren
Badoara werd geboren in Venetië in het jaar 1649. Zijn ouders stuurden hem naar zijn oom, Alberto Badoaro. Oom Badoaro was bisschop van Crema en voedde de jongen op vanaf zijn 5e levensjaar. De 2e voornaam Alberto komt van zijn oom. In 1663 ontving hij van zijn oom de lagere wijdingen tezamen met een inkomen uit een prebende. Hij werkte in de kathedraal van Crema, bij zijn oom. Hij volgde studies in de beide rechten (utroque iure) aan de universiteit van Padua. In 1673 reisde hij met zijn oom naar Rome, waar hij van de paus een 2e prebende ontving. Terug in Crema werd hij benoemd tot aartsdiaken van het bisdom Crema en titulair abt van San Pietro di Colle in Cividale del Friuli. Enkele jaren later (1677) stierf zijn oom en erfde Badoaro diens omvangrijk vermogen. Doch Badoara vond het veiliger Crema te verlaten, omdat de familiale steun was weggevallen en hij verdacht werd van nepotisme. Hij keerde terug naar Padua, de stad uit zijn studententijd. Van 1677 tot 1681 werkte hij in de kathedraal van Padua. Hij kreeg er de priesterwijding door Gregorio Barbarigo, bisschop van Padua en later heilige. Hij leefde er als kanunnik.

### Patriarch van Venetië
Luigi Contarini, doge van Venetië, riep Badoara terug naar Venetië in het jaar 1682. Badoara werd deken van de basiliek van San Marco. De senaat van Venetië droeg hem voor als patriarch van Venetië zodat hij de wijding tot aartsbisschop kreeg (1688). Zijn bisschopsperiode was gekenmerkt door de installatie van de vererering van Lorenzo Guistiniani, de eerste patriarch van Venetië. Hij had een goede relatie met de senaat. Hierdoor kon hij religieuze verenigingen oprichten en financieel ondersteunen. 

### Patriarch van Brescia
In 1706 creëerde paus Clemens XI hem tot kardinaal. Zijn titelkerk in Rome was San Marcello al Corso. De paus benoemde hem onmiddellijk tot bisschop van Brescia, met de persoonlijke titel van patriarch van Brescia. Hij bleef aan als aartsbisschop-patriarch van Venetië doch keerde er nooit meer terug.
Badoara ontving een duidelijke instructie van de paus: het quiëtisme uitroeien in Brescia. In 1707 begon Badoara aan zijn taak. Hij verjoeg Giacomo Picennino, die geschriften vanuit Zwitserland in Brescia had binnen gesmokkeld en zo het quiëtisme op grote schaal verspreidde. Badoara predikte tegen deze beweging en promootte, in de plaats, de aanbidding van het Heilig Sacrament. Hij benoemde medewerkers in Brescia die in dezelfde lijn kerkelijke discipline eisten. In 1712 wisselde hij van titelkerk in Rome en verkreeg de San Marco. Hierdoor kon hij in Rome Venetianen ontmoeten want de San Marco-basiliek was hun nationale basiliek in Rome. In 1707 werd hij tevens titulair abt van de Santa Maria in Silvis-abdij, gelegen in Sesto al Reghena.
Badoara stierf in Brescia in 1714 ten gevolge van koortsaanvallen. Zijn begrafenis in Brescia ging gepaard met talrijke lijkreden, die achteraf gepubliceerd zijn in een boek. Het proces om hem zalig te verklaren is gestart in Rome.
- Gemeinsame Normdatei: 124541100
- International Standard Name Identifier: 0000 0000 7728 9544
- Istituto Centrale per il Catalogo Unico: UFIV148973
- Système universitaire de documentation: 190664800
- Virtual International Authority File: 89065658
- WorldCat: E39PBJkMH67ctqhmVPhMKmrg8C

Lorenzo Giustiniani · Giovanni Barozzi · Maffeo Gherardi · Thomas Donatus · Marco Cornaro · Gerolamo Querini · Pietro Francesco Contarini · Vincenzo Diedo · Giovanni Trevisan · Lorenzo Priuli · Matteo Zane · Francesco Vendramin · Giovanni Tiepolo · Federico Corner · Gianfranco Morosini · Alvise Sagredo · Gianalberto Badoaro · Pietro Barbarigo · Marco Gradenigo · Francesco Antonio Correr · Aloysius Foscari · Giovanni Bragadin · Fridericus Maria Giovanelli · Ludovico Flangini Giovanelli · Nicola Saverio Gamboni · Francesco Milesi · Ján Krstitel Ladislav Pyrker · Giacomo Monico · Pietro Aurelio Mutti · Angelo Ramazzotti · Giuseppe Luigi Trevisanato · Domenico Agostini · Giuseppe Melchiorre Sarto · Aristide Cavallari · Pietro La Fontaine · Adeodato Giovanni Piazza · Carlo Agostini · Angelo Giuseppe Roncalli · Giovanni Urbani · Albino Luciani · Marco Cé · Angelo Scola · Francesco Moraglia